# San Esteban (Aranga)
San Esteban (llamado oficialmente Santo Estevo) es un lugar español situado en la parroquia de Aranga, del municipio de Aranga, en la provincia de La Coruña, Galicia.

## Demografía
| Gráfica de evolución demográfica de San Esteban entre 2000 y 2018 |
|                                                                   |
| Datos según el nomenclátor publicado por el INE.                  |